# Пасулька Роман Сергійович
Пасулька Роман Сергійович — український військовослужбовець, старший лейтенант (посмертно) Збройних сил України. Учасник російсько-української війни.

## Життєпис
Народився у селі Рахівка Одеської області, 21 вересня 1999 року. Через певний час з родиною переїхав до м. Ніжина, де в 2016 році закінчив 11 класів загальноосвітньої школи I—III ступенів № 17. Після закінчення школи вступив на навчання до ХНУПС імені Івана Кожедуба. 2021 року, після закінчення університету, отримав класну кваліфікацію «Льотчик третього класу», яку підтвердив вже під час проходження служби у м. Василькові Київської області. Старший лейтенант, військовий льотчик літака-винищувача МіГ-29 40 БрТА.
В перші години повномасштабного російського вторгнення в Україну вступив у повітряний бій з багатьма літаками противника, своїми умілими діями надав можливість іншим льотчикам вивести з-під атаки наші літаки, однак сам загинув (див.: Бої за Васильків).
Похований 9 травня в місті Ніжині Чернігівської області.
У селі Блощинці на Київщині відкритий меморіальний знак Роману Пасульці та Володимиру Коханському.
У квітні 2023 року було зареєстровано петицію про «присвоєння звання Героя України (посмертно) старшому лейтенанту Пасулька Роману Сергійовичу, пілоту винищувача Міг-29, захиснику неба над Києвом», проте петиція не була підтримана (не набрала необхідної кількості голосів).

## Нагороди
- орден «За мужність» III ступеня (2022, посмертно) — за особисту мужність під час виконання бойових завдань, самовіддані дії, виявлені у захисті державного суверенітету та територіальної цілісності України, вірність військовій присязі